# Jesper Fjord Christensen
Jesper Fjord Christensen, född 1868, död 1956, var en dansk statskyrkopräst som avgick från sin tjänst 1922. Han kom att introducera helgelserörelsen i Danmark. Han var främst påverkad av Watchman Nee och Nils Peter Wetterlund, två författare som han översatte till danska. 
Hans främsta andlige arvtagare blev den danske bibelläraren Poul Madsen.